# イリー・カオルー
イリー・カオルー（Ilid Kaolo、漢字表記：以莉．高露）は、台湾のシンガー・ソングライターである。原住民族の一つであるアミ族の出身で、母語であるアミ語と中国語で数々の歌を作詞作曲している。
台湾ではアミ語の名前に漢字を当てはめ、「以莉高露」と表記される。その中国語音（yǐlì gāolù）をカタカナ表記して、イーリー・カオルーと書かれ、そう表記している日本語のウェブサイトも多く、「イリッ・カオロ」など、ウェブ上では複数の表記が見られる。2021年に日本版アルバム「Longing」が発売された際、歌詞の和訳と、ＣＤとセットで発表されたオリジナル短編小説集の日本語訳を担当した栖来ひかりが本人と話し合った結果、「イリー・カオルー」を日本語における表記とした。

## 人物
花蓮県鳳林鎮で生まれ、7歳より台北で育った。
22歳の時に台湾原住民の若者の結成した芸能団体「原舞者」に参加し、歌を始めた。その後、原住民バンドの「野火楽集」に参加した。
その後、音楽家の陳冠宇と結婚し、2008年より故郷の花蓮県に移り住み、家族で農業を営む中で、作詞作曲を始め、バックグラウンドであるアミ族の伝統音楽、ジャズ、ボサノバなどを融合させた独自の音楽を作り上げた。
2011年に1stアルバム「軽快的生活　My Carefree Life」を発表し、台湾の最大の音楽賞である「金曲獎」の「最優秀新人賞」「原住民歌手最優秀賞」「原住民語アルバム最優秀賞」を受賞。2015年には2ndアルバム「美好時刻　A Beautiful Moment」を発表。
2010年には宜蘭県南澳郷に移り住み、現在も育児をしながら創作活動に取り組み、ライブも各地で行う。 2017年には初の日本ライブが実現し、フジロックフェスティバルなどに出演、2018年にも東京でライブを行い、ゲストの元ちとせと共演した。